# Feminisme marxista
El feminisme marxista és un corrent de la teoria feminista que defensa l'abolició del capitalisme i la implantació del socialisme com a forma d'alliberament de les dones, partint que el sistema capitalista comporta l'opressió de les dones, materialitzada en desigualtat econòmica, confusió política, moral burgesa i relacionals socials insalubles.
El feminisme marxista i socialista té un concepte de l'èsser humà molt lligat al concepte dels altres. Com també, per a aquesta filosofia, l'activitat per a canviar la realitat i la societat és la praxi, sent el coneixement una part de la pràctica, aleshores el concepte de subjecte és sociohistòric, produït per la praxi social dominant en cada societat.
Segons el marxisme, en les societats capitalistes l'individu forma part d'una classe social, la qual determina les seves capacitats, necessitats i interessos. El feminisme marxista considera que la desigualtat de gènere està determinada en últim terme per la manera capitalista de producció en la divisió social en classes. La subordinació de la dona és vista com una forma d'opressió que és mantinguda perquè serveix als interessos del capital i de la classe dominant. La teoria marxista clàssica considera que la desigualtat de gènere és una condició social de segon ordre, és a dir, que primer cal posar fi a les classes socials i serà llavors quan s'aconseguirà l'emancipació de la dona.
L'actual problemàtica del feminisme marxista és que la lluita de classes marxista és traslladada a una lluita de gèneres, en la qual la dona assumeix el rol de classe proletària oprimida i l'home el de patró opressor.

## Història
Hi va haver marxistes que es van apropar a la problemàtica del sexisme, com Alexandra Kollontai o Trotski.
A Catalunya, als anys vint i trenta del segle xx, s'acabava d'aconseguir el dret a vot per part de les dones i aquestes es plantejaven com quadrar el feminisme i el seu projecte polític. Es parlava de feminisme de dretes, relacionat amb els cercles propers a la Lliga Regionalista, i d'esquerres, amb entorns propers a ERC. Paral·lelament, des del comunisme i l'anarquisme es va establir una dicotomia entre "feminisme burgès" i feminisme marxista o revolucionari.
Als darrers anys del franquisme, algunes dones es van comprometre amb partits d'esquerres que cercaven la igualtat en general i la fi de les opressions, on el feminisme no seria necessari, mentre que d'altres argumentaven que aquesta utopia era fal·laç, com demostraven les pràctiques dels homes comunistes o socialistes teòricament antipatriarcals, i que calia una lluita específicament feminista, des de la diferència. El feminisme radical va sorgir en la dècada de 1970, i defensa que la societat moderna i les seves construccions (llei, religió, política, art, etc.) són predominantment el producte dels homes, i estan imbuïdes d'un caràcter patriarcal. Des d'aquest punt de vista, la millor manera d'acabar amb l'opressió de la dona seria reemplaçar el patriarcat per una cultura basada en la igualtat de gènere, o separar els sexes. Algunes feministes en aquest moment van considerar que aquesta crítica al patriarcat era insuficient.

## En l'actualitat
A Espanya es pot destacar la labor de Lidia Falcón en la promoció del feminisme marxista. Lidia Falcón va ser membre del Partit Comunista d'Espanya, que posteriorment passaria a formar part del Partit Feminista d'Espanya i de l'organització Vindicació Feminista.